# Тамура Меґуму
Тамура Меґуму (яп. 田村 恵, нар. 10 січня 1927 — 8 жовтня 1986) — японський футболіст, що грав на позиції захисника.

## Клубна кар'єра
Грав за команду Nippon Oil & Fats.

## Виступи за збірну
Дебютував 1951 року в офіційних матчах у складі національної збірної Японії. У формі головної команди країни зіграв 3 матчі.

## Статистика
Статистика виступів у національній збірній.
| Збірна Японії | Збірна Японії | Збірна Японії |
| Роки          | Ігри          | голи          |
| ------------- | ------------- | ------------- |
| 1951          | 3             | 0             |
| Усього        | 3             | 0             |

## Титули і досягнення
- Бронзовий призер Азійських ігор: 1951